# Річардсон (Техас)
Річардсон (англ. Richardson) — місто (англ. city) в США, в округах Даллас і Коллін штату Техас, передмістя Далласа. Населення — 119 469 осіб (2020).
Перші поселення належать до 40-х років XIX-о століття. Назване на честь підрядника, який керував будівництвом залізниці на ділянці Даллас-Денісон. Статус міста недано в 1873 році.

## Географія
Річардсон розташований за координатами 32°58′20″ пн. ш. 96°42′29″ зх. д. / 32.97222° пн. ш. 96.70806° зх. д. (32.972291, -96.708069).  За даними Бюро перепису населення США в 2010 році місто мало площу 74,22 км², з яких 73,98 км² — суходіл та 0,24 км² — водойми.

## Демографія

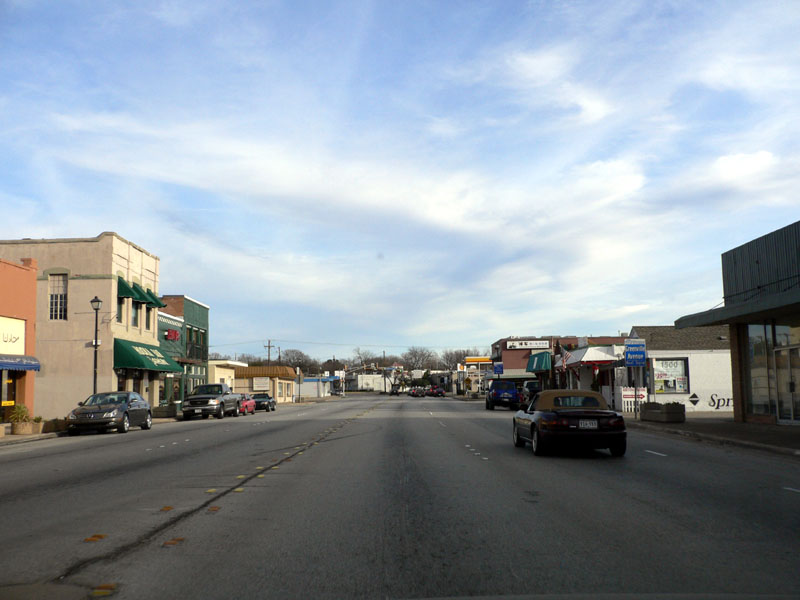
Історичний центр Річардсона

Згідно з переписом 2010 року, у місті мешкали 99 223 особи в 38 714 домогосподарствах у складі 25 545 родин. Густота населення становила 1337 осіб/км².  Було 40630 помешкань (547/км²).
Расовий склад населення:
| - 67,1 % — білих - 15,1 % — азіатів - 8,6 % — чорних або афроамериканців - 0,5 % — корінних американців - 0,1 % — вихідців з тихоокеанських островів - 5,7 % — осіб інших рас |

До двох чи більше рас належало 3,0 %. Частка іспаномовних становила 16,0 % від усіх жителів.
За віковим діапазоном населення розподілялося таким чином: 23,2 % — особи молодші 18 років, 64,2 % — особи у віці 18—64 років, 12,6 % — особи у віці 65 років та старші. Медіана віку мешканця становила 36,8 року. На 100 осіб жіночої статі у місті припадало 97,0 чоловіків;  на 100 жінок у віці від 18 років та старших — 94,0 чоловіків також старших 18 років.
Середній дохід на одне домашнє господарство  становив 93 716 доларів США (медіана — 72 427), а середній дохід на одну сім'ю — 108 800 доларів (медіана — 89 258). Медіана доходів становила 60 709 доларів для чоловіків та 50 404 долари для жінок. За межею бідності перебувало 10,6 % осіб, у тому числі 11,7 % дітей у віці до 18 років та 4,3 % осіб у віці 65 років та старших.
Цивільне працевлаштоване населення становило 54 975 осіб. Основні галузі зайнятості: освіта, охорона здоров'я та соціальна допомога — 22,4 %, науковці, спеціалісти, менеджери — 16,8 %, роздрібна торгівля — 10,2 %, фінанси, страхування та нерухомість — 10,1 %.

## Транспорт
Через передмістя проходить маршрут Червоної та Помаранчевої ліній швидкісного трамваю Далласа, лінії якого обслуговують Даллас та його передмістя.